# Chrysometa incachaca
Chrysometa incachaca là một loài nhện trong họ Tetragnathidae.
Loài này thuộc chi Chrysometa. Chrysometa incachaca được Herbert W. Levi miêu tả năm 1986.